# Beeregowdanahalli, Mandya
Beeregowdanahalli là một làng thuộc tehsil Mandya, huyện Mandya, bang Karnataka, Ấn Độ.